# Крисп, Артур
Артур Гамильтон Крисп (англ. Arthur Hamilton Crisp; 17 июня1930 , Лондон — 13 октября 2006, Лондон) — английский профессор психиатрии, определил одно из известнейших парадигм в формирование анорексии — предотвращение нормальной массы тела из-за страха взросления.

## Биография
Артур Крисп родился в 1930 году в Вуд-Грин (Лондон) в семье инженера, был единственным ребенком. Он закончил Уотфордскую среднюю школу, где был капитаном команды по регби и легкой атлетике. В 19 лет получил серьезную травму колена, провёл 9 месяцев в больнице и был освобожден от службы в армии. В 1956 году получил диплом бакалавра. Долгое время проработал в больнице Вестминстера, после чего получил должность главы нейрохирургического отделения.
В дальнейшем прошёл обучение психиатрии в больнице Аткиносона Морли и работал в Кингс колледже под руководством Дениса Хилла. После того, как в 1961 Денис Хилл стал преподавателем психиатрии в больнице Мидсекса, Крисп ушел вместе с ним. В 1967 году Крисп в возрасте 37 лет стал профессором психиатрии в Медицинской школе Святого Георгия. В течение первых лет своей академической карьеры Артур Крисп занимался исследованиями в области психосоматических нарушений.
Он ввел термин «фобия веса» — понятие, которое он позже определил как базовую функцию анорексии, что дало основу исследованию всей его жизни.
Артур Крисп основал в Лондоне крупное и всемирно известное отделение. Его гуманистический подход охватывал социальные, биологические и психологические аспекты и включал фармакологию и психотерапию, что значительно повлияло на подходы психиатров его поколения.
Крисп активно боролся и преуспел в том, чтобы включить психиатрию в заключительную медицинскую экспертизу Лондонского Университета, расширил медицинский учебный план, включив туда психологию и социологию. Работал редактором Британского журнала по медицинской психологии, был приглашенным лектором в Гарварде и Сиднее и стал советником всемирной организации здравоохранения по вопросам медицинского образования.

## Научная деятельность
Для описания анорексии Артур Крисп использовал выразительную фразу — «бегство от взросления», он объяснял анорексию как результат дефектного развития, болезненной реакции на половую зрелость. Эта болезнь позволяет подростку регрессировать к более простому существованию с меньшим количеством эмоциональных переворотов и личной ответственности. По причине физических изменений в связи с пубертатным периодом тело подростка начинает меняться и превращаться в тело взрослого человека. Этот фактор вызывает реакцию страха, из-за чего подросток предпринимает попытки избежать нежелательных аспектов собственного роста. По этой причине больные анорексией пытаются поддерживать препубертантный вес и едят меньше. Это встречает биологическое сопротивление, но человек упорствует в достижении своей цели, и в итоге начинает испытывать страх потери чувства контроля над своими формами и весом.
Клинический метод лечения, разработанный Артуром Криспом, представляет собой продолжительную первую встречу— не менее трех часов, после чего обязательна встреча с семьёй больного. В первые годы лечения необходимо провести 4 месяца в больнице амбулаторно. В целом курс лечении предполагает около 50 встреч с врачом на протяжении 6 лет.
Выдающиеся вклады Артура Криспа в диагностику и лечение расстройств пищевого поведения были признаны Академией Расстройств пищевого поведения и Ассоциацией Расстройств пищевого поведения.